# Nitrerhärdning

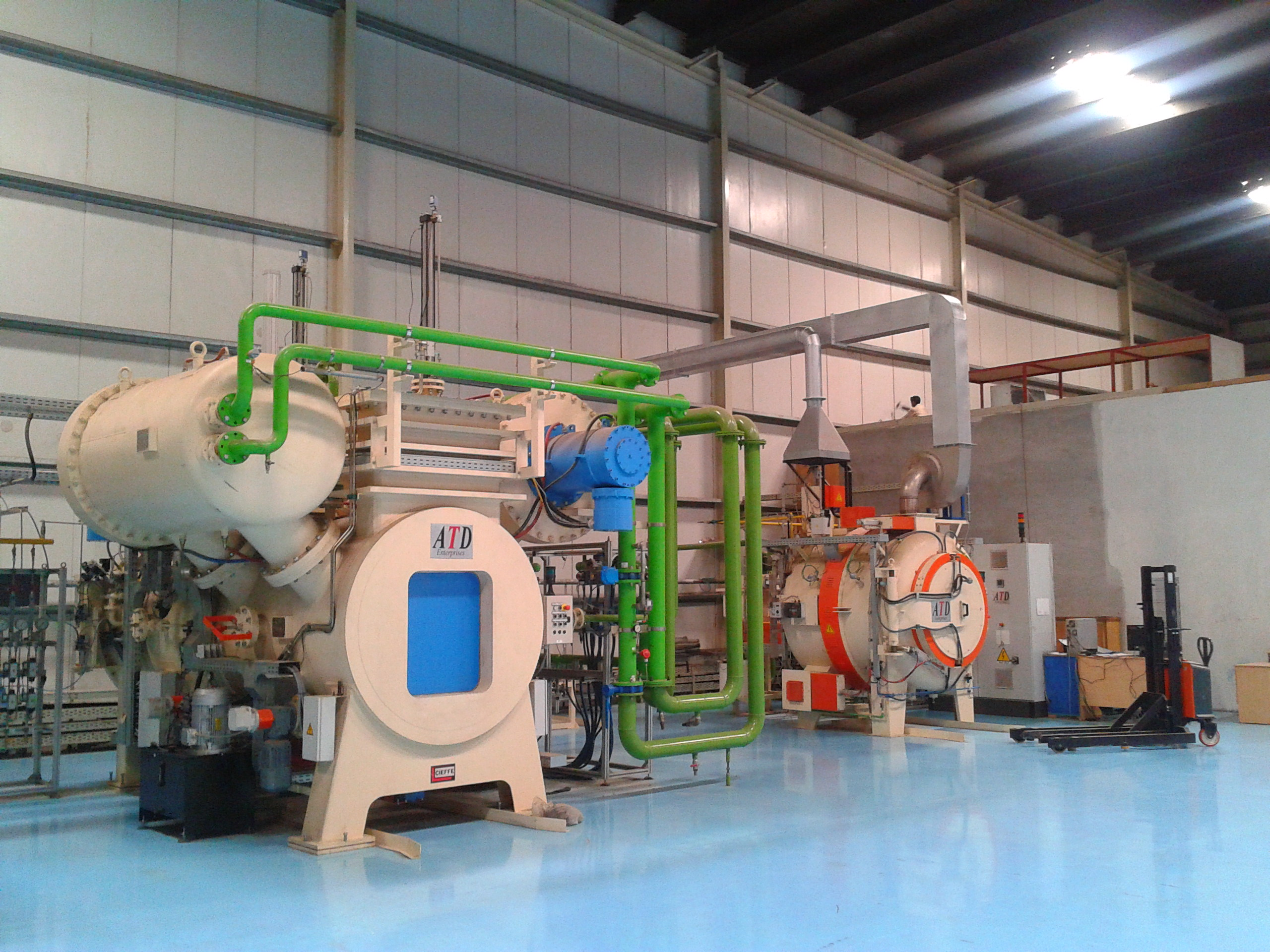
Ugn för nitrerhärdning.

Nitrerhärdning är en metod för kemisk härdning av stålytor.
En mjuk, seg oftast aluminiumhaltig stållegering ythärdas genom upphettning i torr ammoniakgas under 24 – 72 timmar i en temperatur av 510 – 530° C. Kväve diffunderar in i stålytan och ger en extremt hög ythårdhet.
Saknas aluminium i legeringen minskar hårdhetsgraden. Nitrerhärdning kan kombineras med sätthärdning.